# Diocese de Januária

Mapa da Diocese de Januária.

A Diocese de Januária (Dioecesis Ianuariensis) é uma divisão territorial da Igreja Católica no estado de Minas Gerais. Foi criada em 15 de junho de 1957 pelo Papa Pio XII. Sua sede situa-se na cidade de Januária.

## Geografia
A diocese consiste nas paróquias de dezesseis municípios:
- Januária
- Chapada Gaúcha
- São Romão
- Riachinho
- Itacarambí
- São João das Missões
- Pintopolis
- Montalvânia
- São Francisco
- Manga
- Icaraí de Minas
- Miravânia
- Juvenília
- Pedras de Maria da Cruz
- Bonito de Minas
- Urucuia

## Bispos
Bipos locais:
|        | Nome                         | Período   | Notas                           |
| Bispos | Bispos                       | Bispos    | Bispos                          |
| ------ | ---------------------------- | --------- | ------------------------------- |
| 6º     | Dorival Souza Barreto Júnior | 2025-     | Atual                           |
| 5º     | Geraldo de Souza Rodrigues   | 2023–2025 | Faleceu no cargo                |
| 4º     | José Moreira da Silva        | 2008–2022 | Nomeado bispo de Porto Nacional |
| 3º     | Anselmo Müller, MSF          | 1984–2008 |                                 |
| 2º     | João Batista Przyklenk, MSF  | 1962–1976 |                                 |
| 1º     | Daniel Tavares Baeta Neves   | 1958–1962 | Nomeado bispo de Sete Lagoas    |